# Église Saint-Gervais-et-Saint-Protais de Dixmont
Pour les articles homonymes, voir Église Saint-Gervais-Saint-Protais et Église Saint-Gervais.
L'église de Dixmont est une église française située à Dixmont, dans le département de l'Yonne, en Bourgogne. Elle est placée sous le vocable de saint Gervais et saint Protais. Bien communal depuis 1905, elle dépend de l'archidiocèse de Sens et de la paroisse Sainte-Alpais.

## Description
L'église est à une nef bordée de bas-côtés sans transept. Son porche fortifié formant narthex est surmonté d'un haut clocher. Le vaisseau mesure 37,80 m de longueur pour une largeur de 16,90 m. La hauteur de la voûte est de 10,40 m.
Le clocher-porche du XIVe siècle en forme de lourde tour est étayé de contreforts de grès. Le portail en arc brisé présente un tympan qui illustre le Couronnement de la Vierge par le Christ flanqués d'anges, mais les figures ont été décapitées à la Révolution. Les voussures sont sculptées d'anges avec des encensoirs. Les piedroits abritent pour l'un l'ange de l'Annonciation et pour l'autre la Vierge.

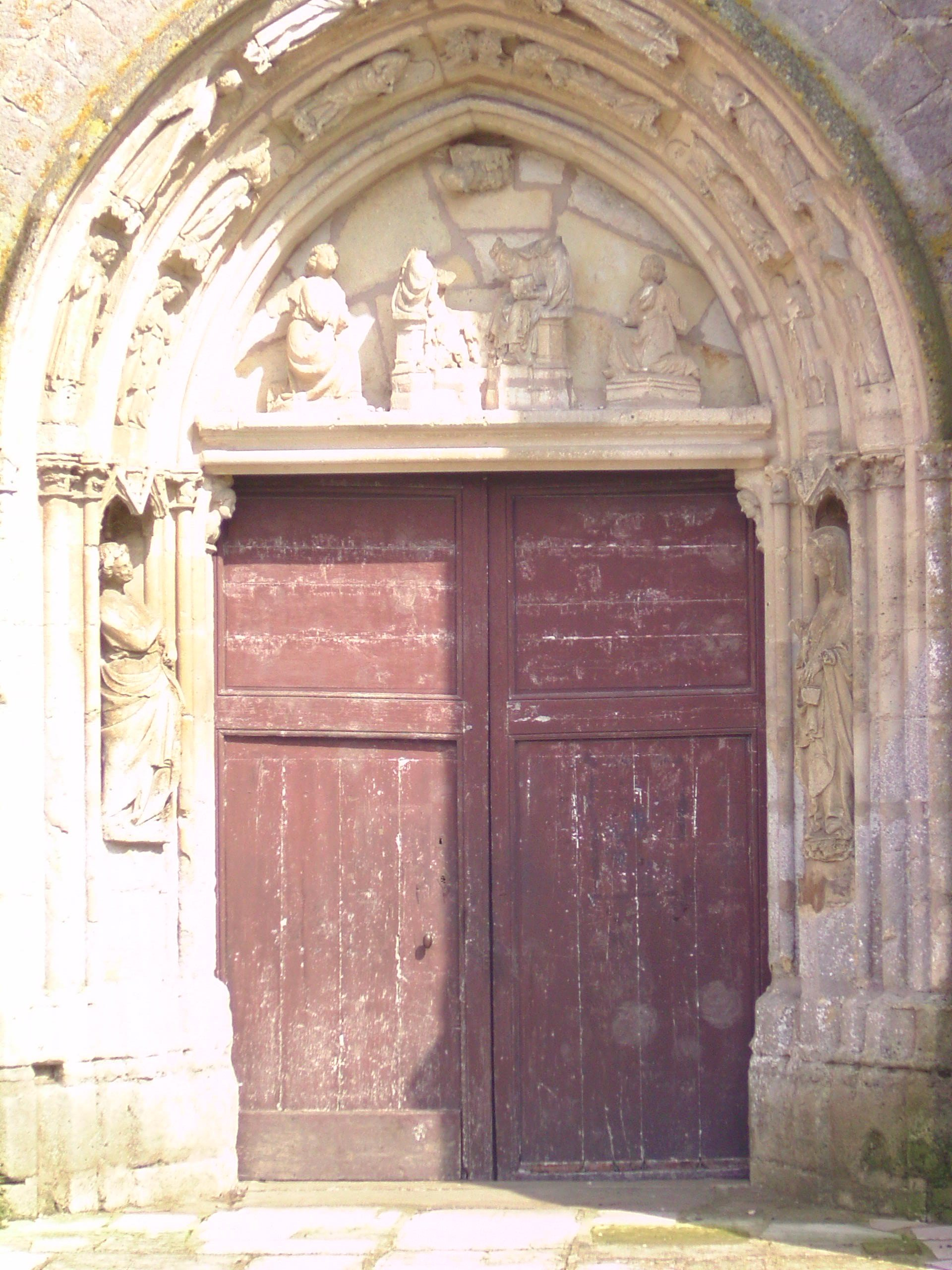
Portail.

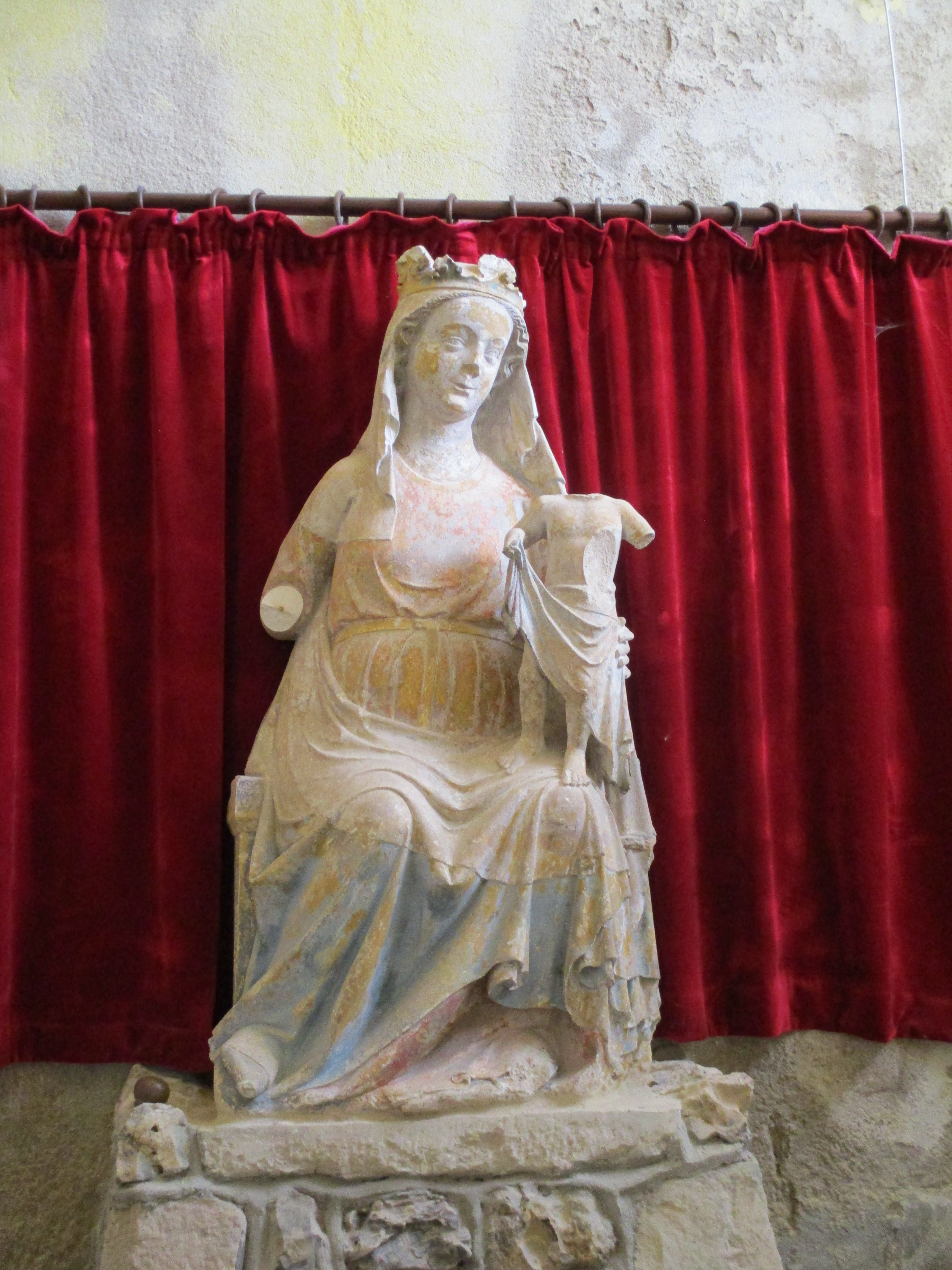
Vierge à l'Enfant du XIVe siècle.

À l'intérieur, on remarque une clef de voûte pendante en lanterne finement sculptée d'époque gothique. Les stalles de chêne sombres datent du XVIe siècle et proviennent du prieuré de l'Enfourchure. La magnifique Vierge à l'Enfant assise date du XIVe siècle;  elle est typique de l'art gothique international. On remarque des traces de polychromie. Malheureusement, une main de la Vierge et la tête de l'Enfant debout sur le genou gauche de sa Mère n'existent plus.
Les remaniements consécutifs à une interprétation radicale du Concile Vatican II ont fait disparaître à jamais des éléments de décor et du mobilier du XVIIIe siècle et du XIXe siècle (autels latéraux, chaire, luminaires, tableaux, statuaire, etc.) Il existe encore une statue d'époque Renaissance de facture naïve représentant saint Sébastien, placée devant le chœur et une belle chaise gothique.

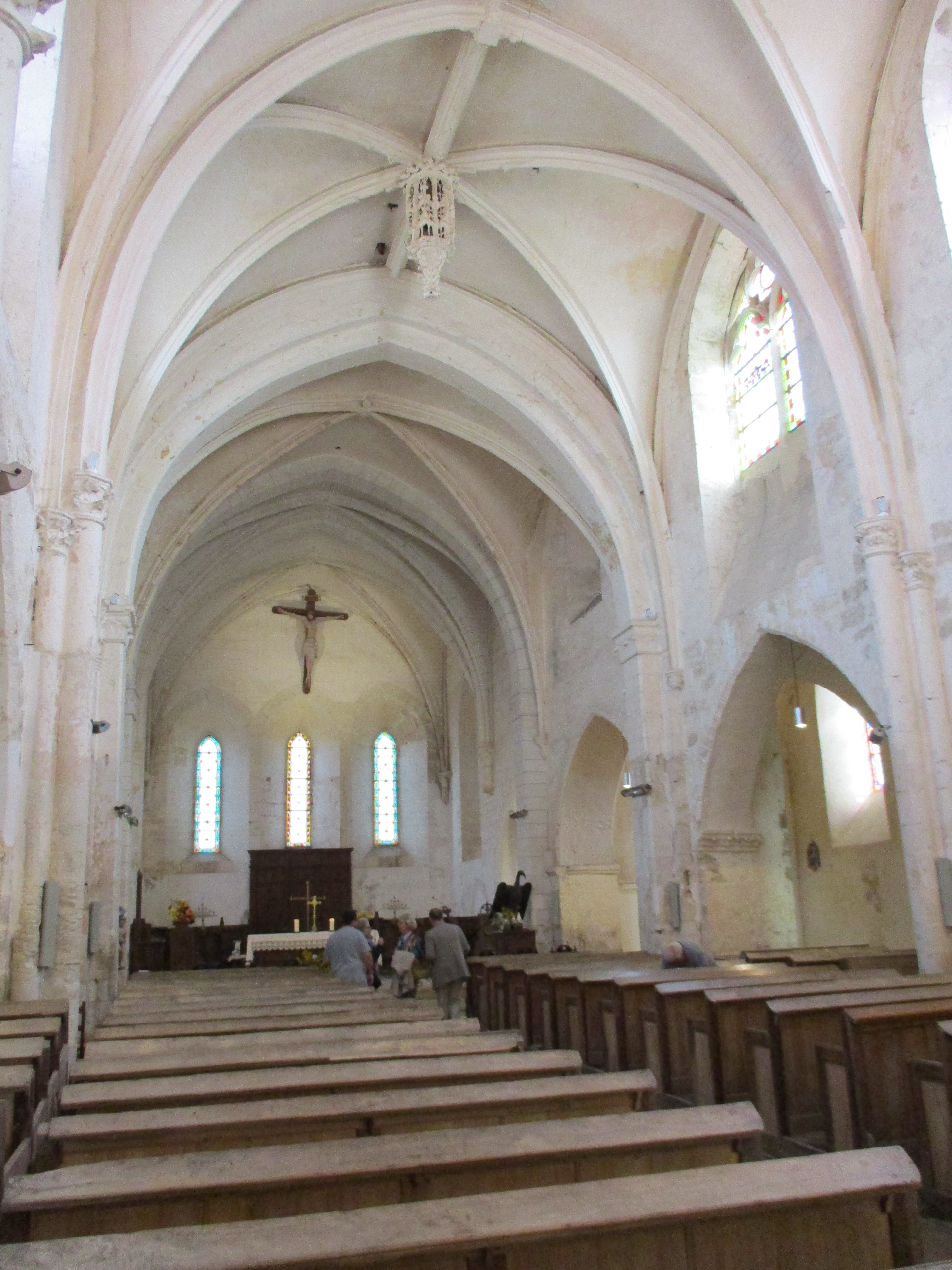
Nef de l'église de Dixmont.

## Histoire
Au IXe siècle, la paroisse de Dixmont est citée comme étant placée sous le patronage du chapitre de Sens ; cela est confirmé par une bulle d'Alexandre III vers 1163. Sous le règne de Philippe-Auguste, Dixmont est à la marche du domaine royal, tout près du comté de Champagne, aussi le roi octroie au village des privilèges et franchises pour fixer la population et attirer des sujets de la comtesse de Champagne qui y trouvent plus de facilités économiques. L'ordre de Grandmont fonde à proximité le prieuré de l'Enfourchure et l'église est agrandie, ce qui prouve l'aisance de sa population. 

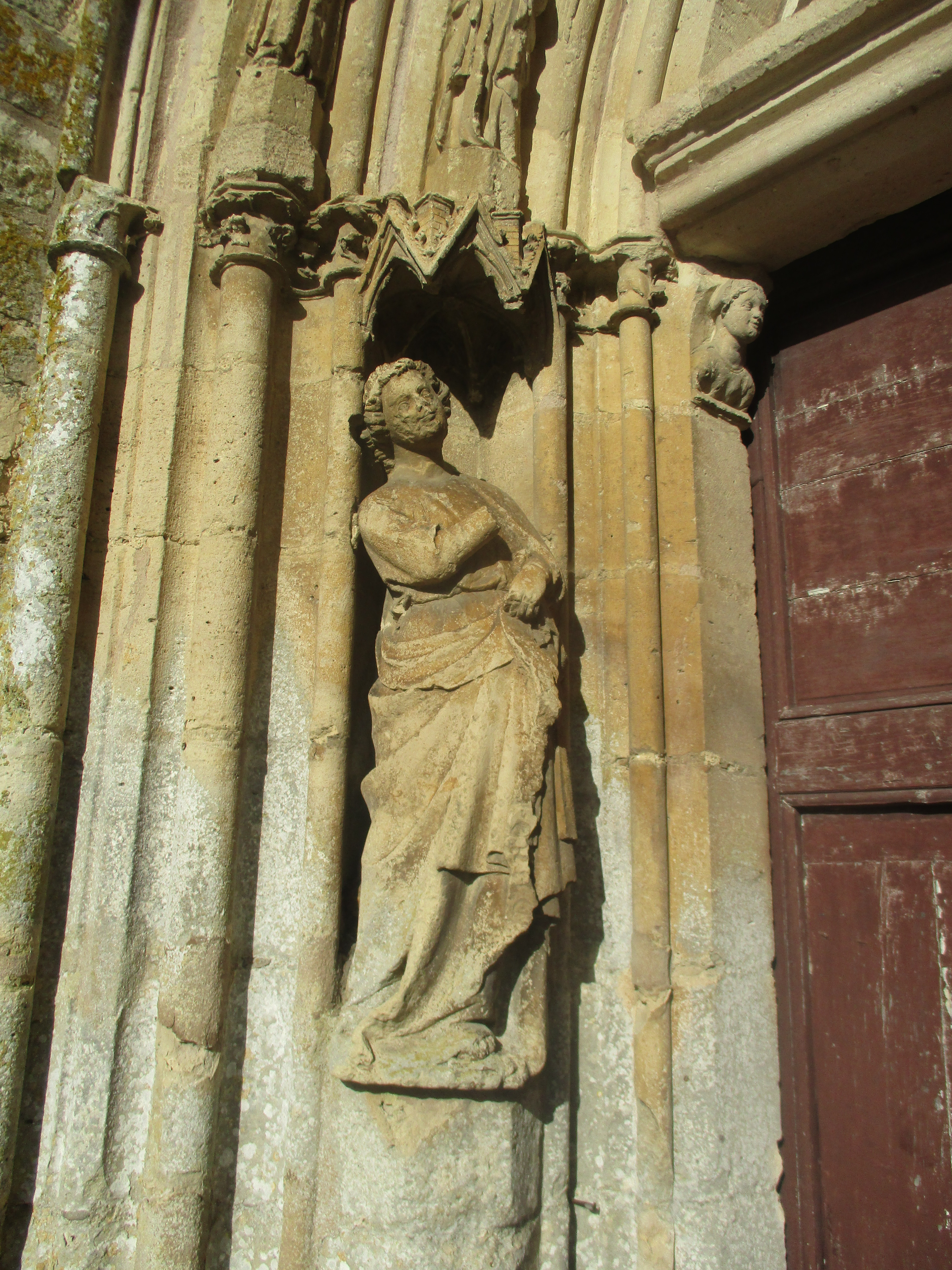
Ange de l'Annonciation.

Il ne reste aujourd'hui de l'église du XIIe siècle que la dernière et cinquième travée. Deux travées supplémentaires sont construites au bout de la nef et le nouveau chevet au XIIIe siècle avec des têtes de personnages sur les chapiteaux. Les quatre premières travées de la nef avec les bas-côtés sont bâtis entre le XIVe et le XVIe siècle. Le clocher-porche d'allure fort massive est édifié à cette époque. Les voûtes des bas-côtés qui menacent de s'effondrer sont abattues en 1769 et remplacées par un simple plafond. Les deux cloches datent de 1554. Les deux statues de bois de chaque côté du porche à l'intérieur ont été données en 1732 par le curé de l'époque. Elles représentent les deux patrons de l'église et sont fort abîmées.
L'édifice est classé au titre des monuments historiques en 1967.
Une association pour la sauvegarde de l'église de Dixmont a été fondée en 2014. L'église n'est ouverte que pour des cérémonies occasionnelles.
Une restauration in extremis du beffroi qui menaçait de s'écrouler et dont les travaux prévus avaient été bloqués depuis plusieurs décennies a eu lieu en 2016-2019.

## Annexes

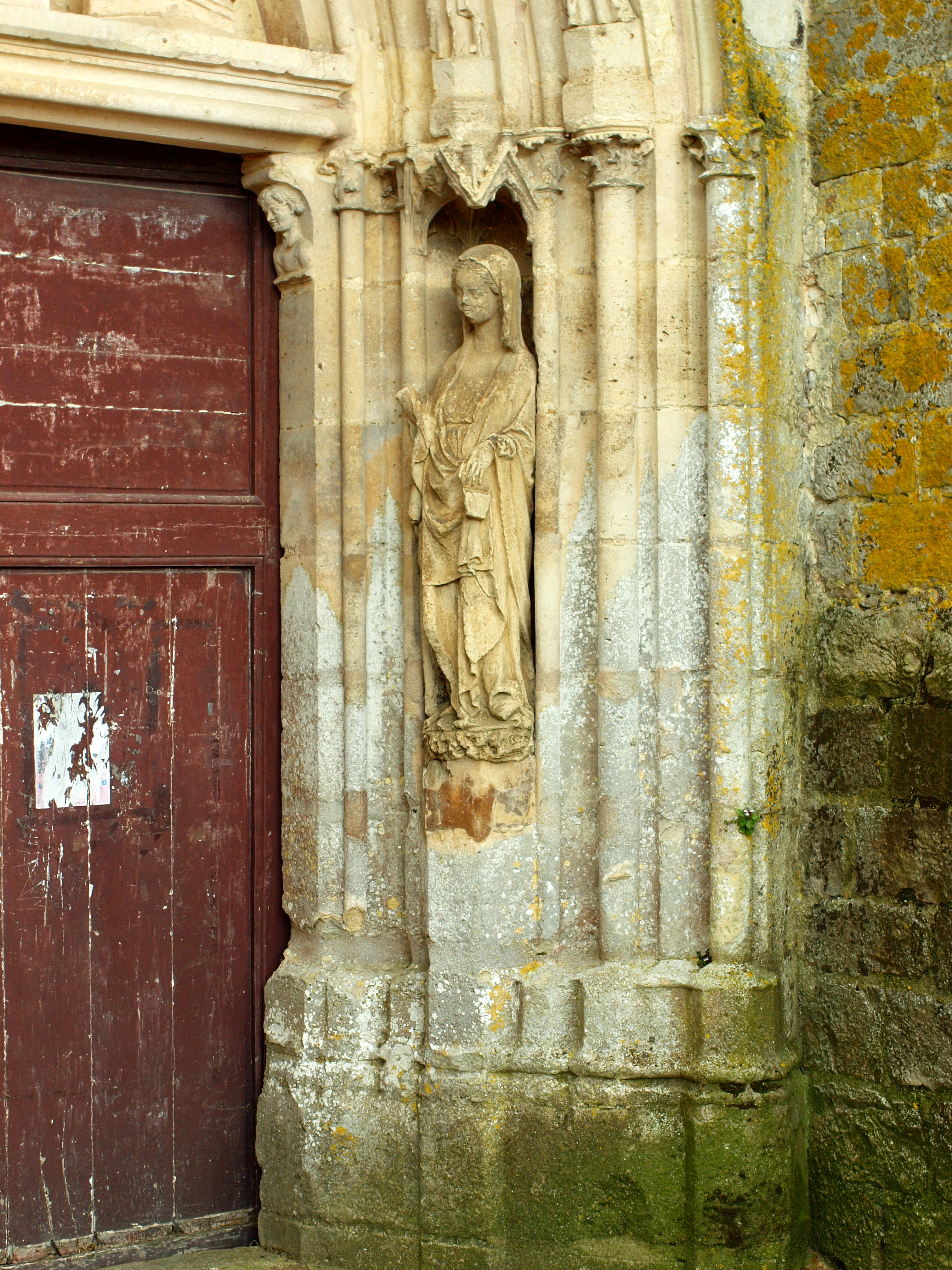
Statue de la Vierge de l'Annonciation.